# Batman (tỉnh)
Batman (viết tắt của dãy núi Bati Raman) là một tỉnh của Thổ Nhĩ Kỳ với đa số dân cư là người Kurd.. Dân số tỉnh này hơn nửa triệu người.
Đây là tỉnh có trữ lượng và nơi sản xuất dầu mỏ quan trọng của Thổ Nhĩ Kỳ. Nhà máy lọc dầu đầu tiên đã được xây tại đây năm 1955. Có một đường ống dẫn dầu dài 494 km từ Batman đến İskenderun.
Bông vải là nông sản quan trọng. Có một tuyến đường ray nối tỉnh này với Diyarbakır và Elazığ. Sông Batman chảy quan khu vực.
Batman (246.700 dân) là thành phố tỉnh lỵ.

## Các quận, huyện
Batman được chia thành6 đơn vị cấp huyện (tỉnh lỵ được bôi đậm):
- Batman
- Beşiri
- Gercüş
- Hasankeyf
- Kozluk
- Sason